# Dekanat dzierżyński
Dekanat dzierżyński – jeden z dwunastu dekanatów wchodzących w skład eparchii mołodeczańskiej Egzarchatu Białoruskiego Patriarchatu Moskiewskiego.

## Parafie w dekanacie
- Parafia Przemienienia Pańskiego w Czerkasach
  - Cerkiew Przemienienia Pańskiego w Czerkasach
- Parafia Narodzenia Najświętszej Maryi Panny w Dobryniewie
  - Cerkiew Narodzenia Najświętszej Maryi Panny w Dobryniewie
- Parafia Nowomęczenników Białoruskich w Dzierżyńsku
  - Cerkiew Nowomęczenników Białoruskiech w Dzierżyńsku
- Parafia Opieki Matki Bożej w Dzierżyńsku
  - Cerkiew Opieki Matki Bożej w Dzierżyńsku
- Parafia św. Mikołaja Cudotwórcy w Energetykowie
  - Cerkiew św. Mikołaja Cudotwórcy w Energetykowie
  - Kaplica św. Walentyny Mińskiej w Energetykowie
  - Kaplica św. Zofii Słuckiej w Pawłowszczyźnie
- Parafia Wniebowstąpienia Pańskiego w Fanipalu
  - Cerkiew Wniebowstąpienia Pańskiego w Fanipalu
- Parafia Ikony Matki Bożej „Gorejący Krzew” w Kukszewiczach
  - Cerkiew Ikony Matki Bożej „Gorejący Krzew” w Kukszewiczach
- Parafia Świętych Kosmy i Damiana w Niehorelem
  - Cerkiew Świętych Kosmy i Damiana w Niehorelem
- Parafia Kazańskiej Ikony Matki Bożej w Putczynie
  - Cerkiew Kazańskiej Ikony Matki Bożej w Putczynie
- Parafia św. Mikołaja Cudotwórcy w Stańkawie
  - Cerkiew św. Mikołaja Cudotwórcy w Stańkawie

## Galeria

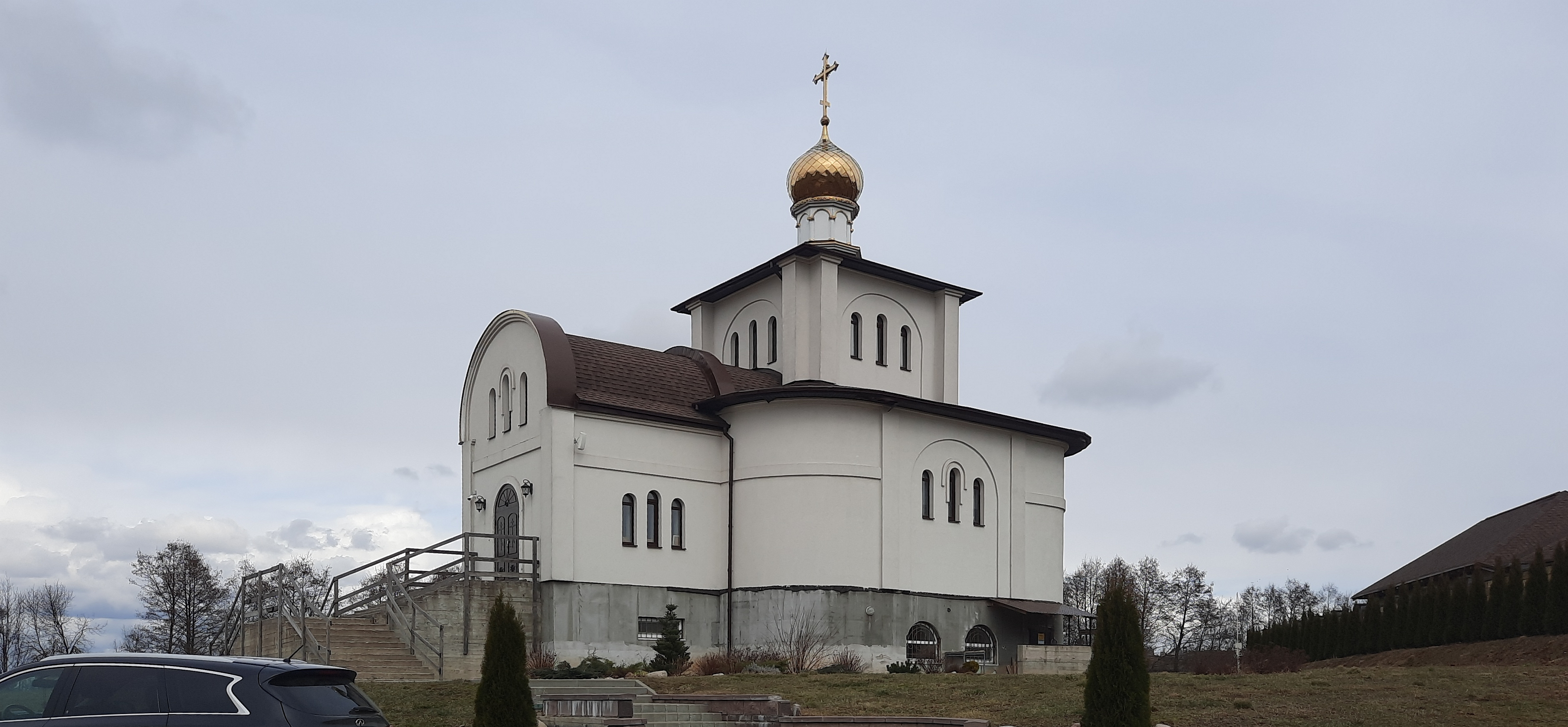
Cerkiew Przemienienia Pańskiego w Czerkasach
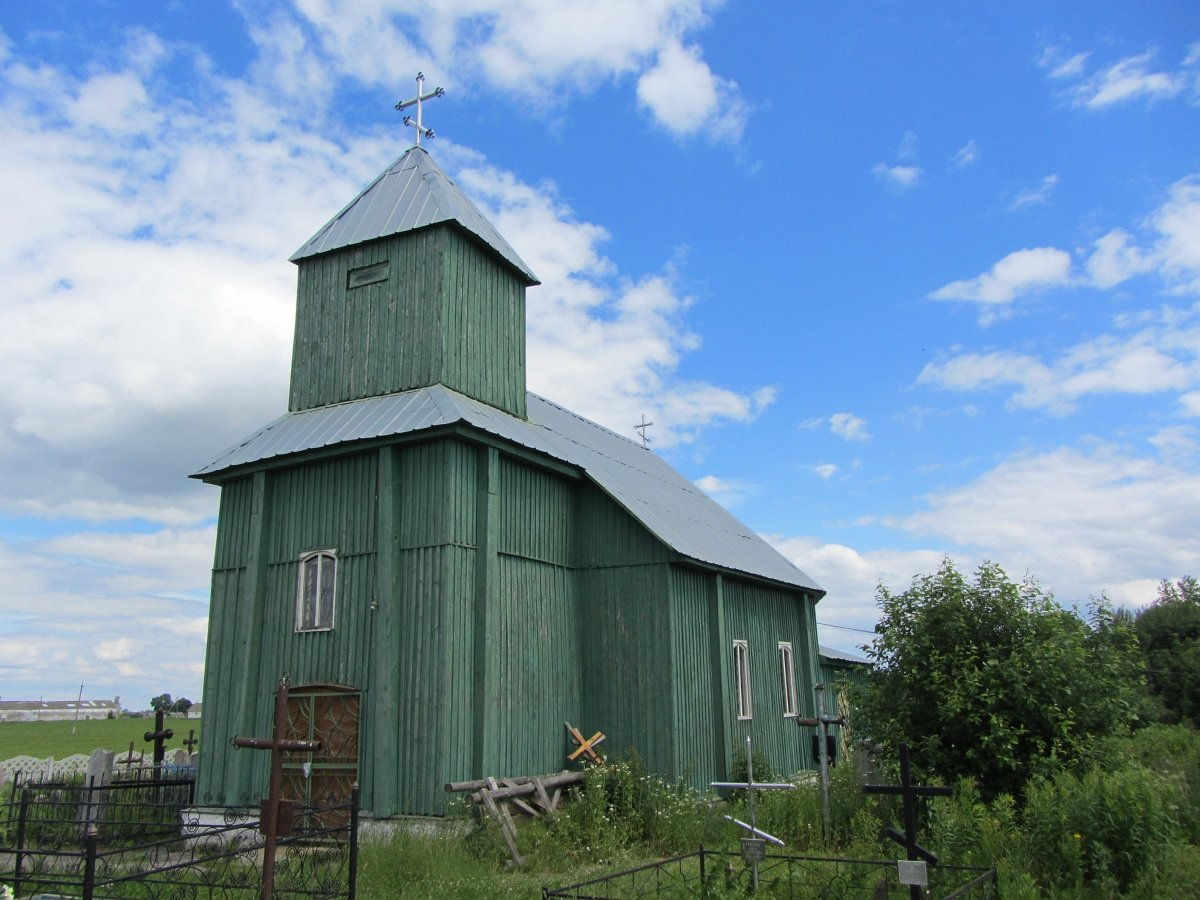
Cerkiew Narodzenia Najświętszej Maryi Panny w Dobryniewie
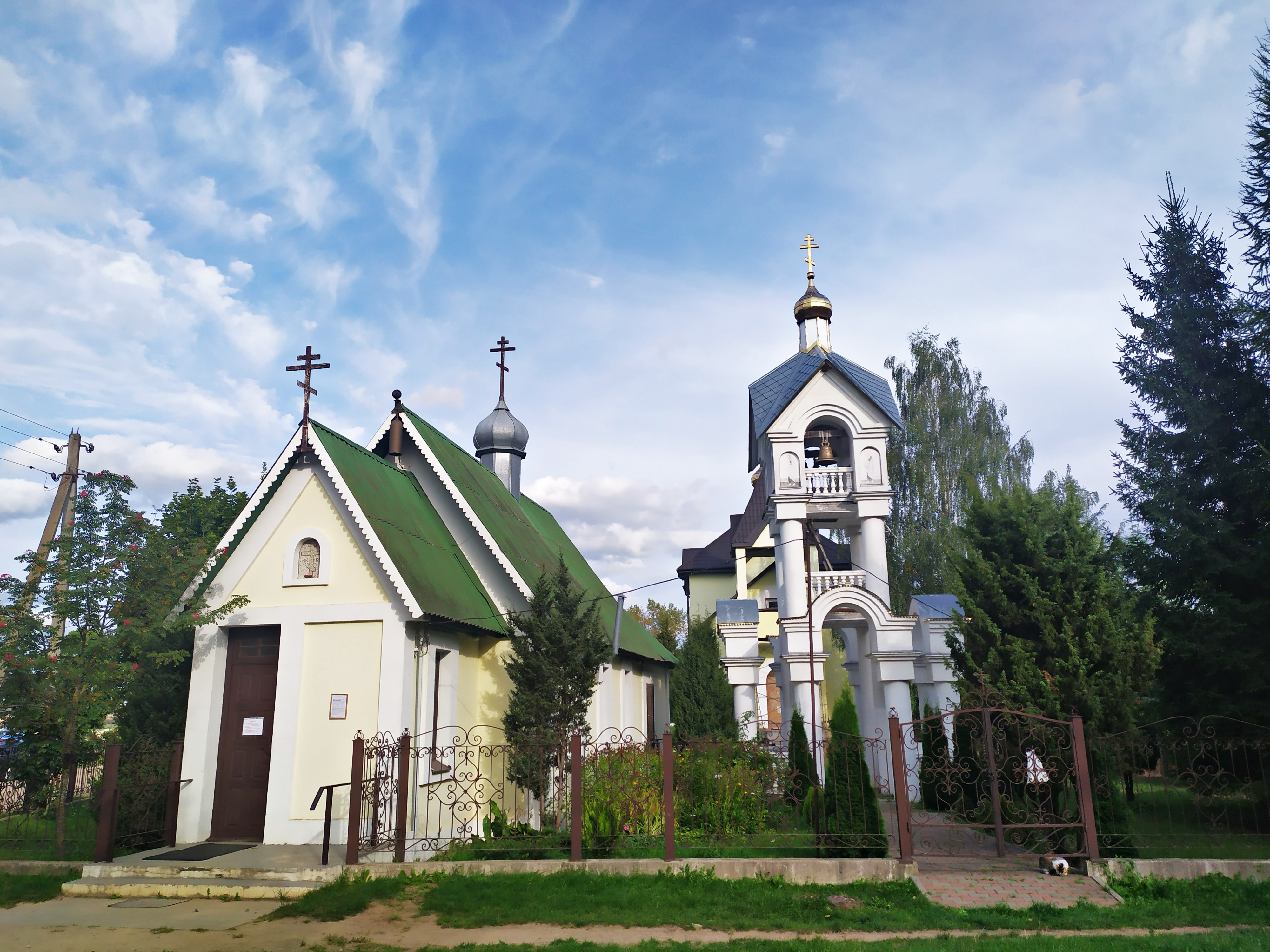
Cerkiew św. Mikołaja Cudotwórcy w Energetykowie
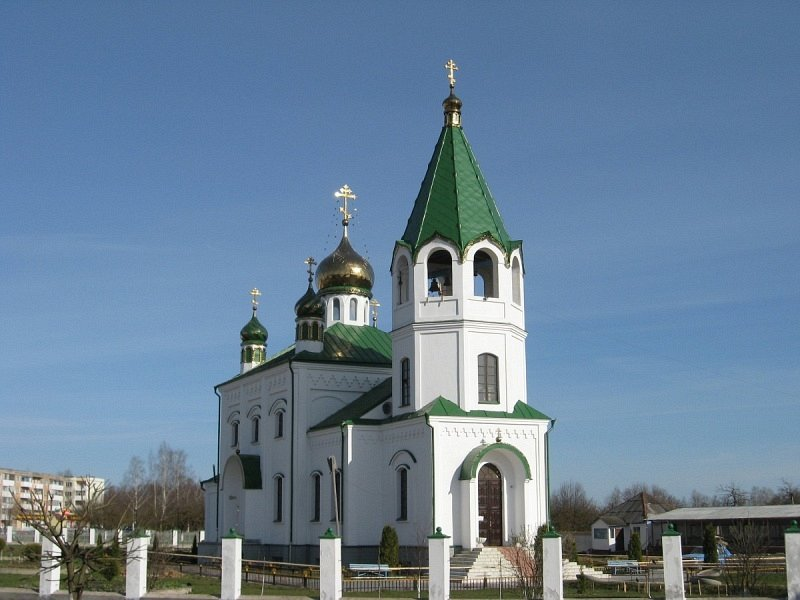
Cerkiew Wniebowstąpienia Pańskiego w Fanipalu
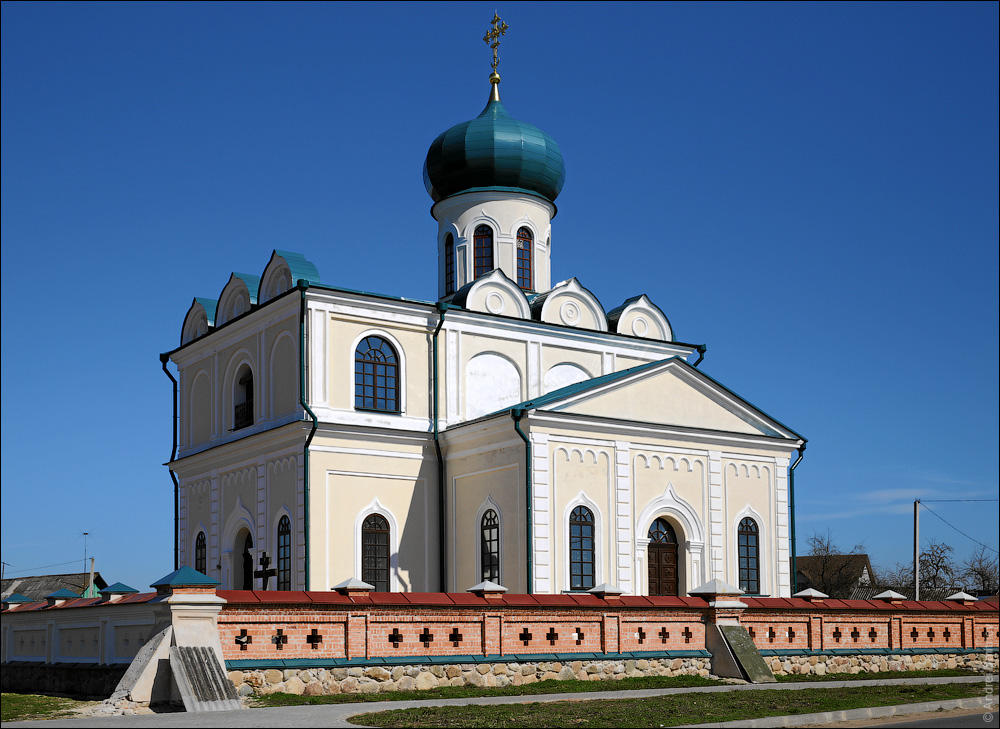
Cerkiew św. Mikołaja Cudotwórcy w Stańkawie